# Operazione Arcobaleno
L'operazione Arcobaleno fu iniziata dalle forze armate israeliane il 15 maggio 2004 per individuare e distruggere i tunnel sotterranei al confine con l'Egitto, utilizzati dai militanti palestinesi per far passare armi destinate alla guerriglia.

## Cronologia
- 15 maggio - Inizio dell'operazione a Rafah: elicotteri israeliani sparano missili contro gli uffici e la casa del capo della Jihad Islamica a Gaza, Mohammed al-Hindi, che però si trovava altrove
- 17 maggio - dopo soli 3 giorni vi sono 34 vittime e centinaia di feriti, tra cui donne e bambini. La comunità internazionale esprime unanime condanna, ma nessun provvedimento viene preso
- 18 maggio - i militari israeliani con carri armati ed elicotteri Apache intervengono contro i circa 1000 palestinesi che manifestavano contro l'operazione vicino alla moschea di al-Awda, al centro di Rafah. Mentre il corteo si dirigeva verso la zona di Tel-Sultan, al centro delle operazioni da due giorni, è stato colpito da 4 missili. Il primo missile ha colpito la testa del corteo seminando il panico. Durante le operazioni di soccorso sono stati lanciati in rapida successione altri 3 missili. Il totale ammonta a 10 morti e 50 feriti, nei giorni seguenti alcuni di questi moriranno per la gravità delle ferite. L'esercito israeliano nega di aver causato volontariamente la strage, affermando in un comunicato che il primo missile è stato lanciato in uno spazio aperto per disperdere il corteo, in cui si sarebbero nascosti militanti armati. Nel comunicato si legge:

"Dato che ciò non è servito a disperdere la folla si è sparato contro un muro di una struttura abbandonata lungo la strada. È possibile che le vittime siano state provocate da una cannonata di un carro armato contro tale struttura."
- 20 maggio - All'alba viene ucciso Khalid Abu Hamza, ritenuto il capo locale di Hamas.  Nella notte, l'ONU approva la risoluzione 1544, che dice tra l'altro:
"Si richiama Israele al rispetto degli obblighi delle leggi internazionali per i diritti umanitari, insistendo, in particolare,  sull'obbligo di non demolire abitazioni contravvenendo a tali leggi;
Si esprime grande preoccupazione sulla situazione dei diritti umanitari dei Palestinesi rimasti senza casa nella zona di Rafah e si richiede che venga fornita loro assistenza;[...]"

La risoluzione proposta dall'Algeria, unico paese arabo nel Consiglio di Sicurezza, è passata con quattordici voti favorevoli, nessun voto contrario e l'astensione degli USA
- 23 maggio - L'esercito si ritira da Rafah.

## Commenti
Per Shabtai Gold, portavoce di "Physicians for Human Rights", il 18 maggio l'esercito ha ostacolato le ambulanze ai checkpoints, mentre da Rafah si dirigevano a Khan Yunis, sede di un ospedale tra i più grandi della Striscia di Gaza
Mu'awiya Hasaneyn, direttore del dipartimento per l'Emergenza del ministero della Sanità palestinese, ha affermato:
"Non possiamo far fronte alla situazione, nessun ospedale al mondo potrebbe farlo"
Ha inoltre aggiunto di aver ricevuto istruzioni da Yasser Arafat di destinare immediatamente tutte le unità mediche a Rafah, proclamando nel contempo lo stato di emergenza in tutti gli ospedali della Striscia di Gaza"
Aspre critiche si sono avute da parte di tutta la comunità internazionale, e soprattutto dai Paesi arabi. Amr Moussa, segretario generale della Lega Araba, ha descritto l'operazione come "Un massacro ed un crimine che va al di là di tutti i limiti"
Yasser Arafat, criticando quelli che ha definito gli atroci crimini dell'esercito israeliano, ha richiesto l'intervento di forze internazionali a protezione dei civili palestinesi.
L'Unione europea ha definito l'operazione palesemente sproporzionata. Un comunicato della presidenza di turno dell'Ue, diffusa dal ministro degli esteri irlandese Brian Cowen, dice:
È chiaro che le forze israeliane hanno dato prova di un irresponsabile disprezzo per la vita umana"
Il presidente statunitense George Bush ha dichiarato:
"Attendiamo un chiarimento da parte del Governo israeliano"
Ha inoltre invitato le due parti alla mediazione.
L'ONU ha definito l'operazione un crimine contro l'umanità e una violazione dei diritti umani. John Dugard, l'inviato speciale delle Nazioni Unite per i diritti umani a Gaza e in Cisgiordania, ha dichiarato in una nota:
"Queste azioni costituiscono crimini di guerra. Chiedo al Consiglio di Sicurezza di prendere le azioni opportune per fermare la violenza, se necessario con l'imposizione di un embargo sulle armi".
L'esercito israeliano si è rammaricato per l'incidente gravissimo del 18 maggio, e per l'uccisione di innocenti. Tuttavia generale Ruth Yaron ha garantito che le operazioni sarebbero continuate, come in effetti è avvenuto.
La stampa israeliana sostiene che le vittime sono state provocate da terroristi palestinesi mescolati alla folla, che avrebbero sparato sui manifestanti dall'interno.